# Dave Johnson
Dave Johnson, född den 7 april 1963 i Missoula, Montana, är en amerikansk friidrottare inom mångkamp.
Han tog OS-brons i tiokamp vid friidrottstävlingarna 1992 i Barcelona. 